# Slip of the tongue (Whitesnake)
Slip of the tongue is een studioalbum van Whitesnake.

## Geschiedenis
Het album werd opgenomen in de samenstelling die ontstond tijdens de toer die volgde op het succesalbum 1987. Net als andere albums werd ook dit album geplaagd met ongelukjes en missers. Coverdale had Glenn Hughes gevraagd mee te zingen op dit album, Hughes was echter constant beneveld of onder invloed van drugs, zodat dat niet doorging. Hij wordt nog wel als gastzanger opgevoerd. Ad Vandenberg, die eerst los bij de band zat, werd hij dit album volwaardig lid. Tijdens de opname blesseerde hij zijn hand en kon een tijdje niet spelen. Daarop werd gitaarvirtuoos Steve Vai gevraagd de gitaarpartijen in te spelen. Coverdale was echter puur op de naam en faam van de gitarist afgegaan en niet op zijn speelstijl. Vai had de neiging de techniek boven de melodie te stellen en Slip of the tongue werd voor wat betreft klank een van de drukste albums van Whitesnake. Vandenberg zei later dat het misschien verstandiger was geweest een gitarist in te huren die wat meer in de stijl van de band had gepast.
Het album kon het grote succes van zijn voorganger niet evenaren. De band ging op tournee, maar aan het eind van de serie doekte Coverdale de band (weer) op. Het eerste album dat van hem verscheen was Coverdale and Page, met Jimmy Page.

## Musici
- David Coverdale – zang
- Ad Vandenberg – gitaar (deels)
- Steve Vai – gitaar
- Rudy Sarzo – basgitaar
- Tommy Aldridge – slagwerk

Met
- Don Airey, David Rosenthal, Claude Gaudette - toetsinstrumenten
- Tommy Funderbuck – zang
- speciale gast Glenn Hughes - zang

## Muziek
Alle van Coverdale/Vandenberg behalve waar aangegeven:

| Nr. | Titel                                                         | Duur |
| --- | ------------------------------------------------------------- | ---- |
| 1.  | Slip of the tongue                                            | 5:20 |
| 2.  | Cheap an' nasty                                               | 3:28 |
| 3.  | Fool for your loving (Coverdale, Micky Moody, Bernie Marsden) | 4:10 |
| 4.  | Now you're gone                                               | 4:11 |
| 5.  | Kittens got claws                                             | 5:00 |
| 6.  | Wings of the storm                                            | 5:00 |
| 7.  | The deeper the love                                           | 4:22 |
| 8.  | Judgement Day                                                 | 5:15 |
| 9.  | Slow poke music                                               | 3:59 |
| 10. | Sailing ships                                                 | 6:02 |

| Nr. | Titel                                              | Duur |
| --- | -------------------------------------------------- | ---- |
| 11. | Sweet lady luck (Single B-side)                    | 4:37 |
| 12. | Now you're gone (U.S. Single Remix)                | 4:07 |
| 13. | Fool for your loving (Vai Voltage Mix)             | 4:17 |
| 14. | Judgement Day (Live... in the shadow of the blues) | 5:38 |
| 15. | Slip of the tongue (Live At Donnington 1990)       | 5:41 |
| 16. | Kittens got claws (Live at Donnington 1990)        | 4:58 |

## Hitnotering
Het album haalde zowel in de Amerikaanse als Britse albumlijsten de 10e plaats.

### Britse Album Top 100
| Hitnotering: 25-11-1989 t/m 19-1-1990 | Hitnotering: 25-11-1989 t/m 19-1-1990 | Hitnotering: 25-11-1989 t/m 19-1-1990 | Hitnotering: 25-11-1989 t/m 19-1-1990 | Hitnotering: 25-11-1989 t/m 19-1-1990 | Hitnotering: 25-11-1989 t/m 19-1-1990 | Hitnotering: 25-11-1989 t/m 19-1-1990 | Hitnotering: 25-11-1989 t/m 19-1-1990 | Hitnotering: 25-11-1989 t/m 19-1-1990 | Hitnotering: 25-11-1989 t/m 19-1-1990 |
| Week:                                 | 1                                     | 2                                     | 3                                     | 4                                     | 5                                     | 6                                     | 7                                     | 8                                     |                                       |
| ------------------------------------- | ------------------------------------- | ------------------------------------- | ------------------------------------- | ------------------------------------- | ------------------------------------- | ------------------------------------- | ------------------------------------- | ------------------------------------- | ------------------------------------- |
| Positie:                              | 10                                    | 20                                    | 41                                    | 62                                    | 71                                    | 72                                    | 54                                    | 69                                    | uit                                   |

Het album kwam voor twee weken positie 69 terug op 1 september 1990.

### NederlandseAlbum Top 100
| Hitnotering: 2-12-1989 t/m 30-3-1990 | Hitnotering: 2-12-1989 t/m 30-3-1990 | Hitnotering: 2-12-1989 t/m 30-3-1990 | Hitnotering: 2-12-1989 t/m 30-3-1990 | Hitnotering: 2-12-1989 t/m 30-3-1990 | Hitnotering: 2-12-1989 t/m 30-3-1990 | Hitnotering: 2-12-1989 t/m 30-3-1990 | Hitnotering: 2-12-1989 t/m 30-3-1990 | Hitnotering: 2-12-1989 t/m 30-3-1990 | Hitnotering: 2-12-1989 t/m 30-3-1990 | Hitnotering: 2-12-1989 t/m 30-3-1990 | Hitnotering: 2-12-1989 t/m 30-3-1990 | Hitnotering: 2-12-1989 t/m 30-3-1990 | Hitnotering: 2-12-1989 t/m 30-3-1990 | Hitnotering: 2-12-1989 t/m 30-3-1990 | Hitnotering: 2-12-1989 t/m 30-3-1990 | Hitnotering: 2-12-1989 t/m 30-3-1990 | Hitnotering: 2-12-1989 t/m 30-3-1990 |
| Week:                                | 1                                    | 2                                    | 3                                    | 4                                    | 5                                    | 6                                    | 7                                    | 8                                    | 9                                    | 10                                   | 11                                   | 12                                   | 13                                   | 14                                   | 15                                   | 16                                   |                                      |
| ------------------------------------ | ------------------------------------ | ------------------------------------ | ------------------------------------ | ------------------------------------ | ------------------------------------ | ------------------------------------ | ------------------------------------ | ------------------------------------ | ------------------------------------ | ------------------------------------ | ------------------------------------ | ------------------------------------ | ------------------------------------ | ------------------------------------ | ------------------------------------ | ------------------------------------ | ------------------------------------ |
| Positie:                             | 75                                   | 67                                   | 59                                   | 54                                   | 51                                   | 61                                   | 64                                   | 76                                   | 64                                   | 59                                   | 43                                   | 45                                   | 51                                   | 53                                   | 79                                   | 93                                   | uit                                  |

## Singles
Van dit album verschenen drie singles. Fool for your loving (een heropname) haalde de Nederlandse hitlijsten, The deeper the love en Now you’re gone haalden die niet.